# Inocellia frigida
Inocellia frigida är en halssländeart som beskrevs av Navás 1915. Inocellia frigida ingår i släktet Inocellia och familjen reliktsländor. Inga underarter finns listade i Catalogue of Life.